# Monastère Saint-Jean de Poio
Le Monastère Saint-Jean de Poio est un monastère bénédictin médiéval situé dans la paroisse civile de Saint-Jean de Poio, dans la province de Pontevedra en Espagne, occupé par une communauté de Mercédaires. En 1971, il a été déclaré Bien d'intérêt culturel .

## Histoire
La date de fondation est difficile à déterminer. La tradition dit qu'il a été fondé par Fructueux de Braga et ses disciples au VIIe siècle, et trois siècles plus tard, sous le règne de Bermude III, il a été reconstruit dans un endroit différent mais proche de celui de la première fondation. Le plus ancien document survivant date de 1116 . 
Son premier abbé connu est Fromarico, au début du XIIe siècle. Les autres abbés étaient Sancho à la fin du XIIIe siècle, qui a obtenu une bulle papale. À partir de 1476, avec la nomination d'un autre Sancho, il y avait des abbés commanditaires, comme Martin Zurbano de Azpeitia (nommé évêque de Tui en 1514), Martin de Avila Carvajal (aumônier de Charles Quint), Francisco de Solís ou Sebastián de Villoslada, conseiller de Fhilippe II . 
Le monastère de Poio a reçu de nombreux privilèges réels et nobiliaires et a été incorporé à la Congrégation de Saint-Benoît de Valladolid, avec laquelle commence son époque de plus grande splendeur. Il y a eu un grand collège de théologie de 1548 à 1556. En 1581, les travaux de l'église actuelle et ceux du cloître processionnel ont commencé et ont été développés entre 1600 et 1612. En ce qui concerne la construction de la nouvelle église, il faut  souligner l'existence d'un plan à la fin du XVIIe siècle fait par le frère Gabriel de Casas, à l'époque maître d'œuvre du monastère de Saint-Martin Pinario . 
En l'an 1613 le Collège d'Internes de Saint-Jean de Poio a commencé à fonctionner. Le Collège n'arrêterait pas son travail jusqu'à l'exclaustration de 1834. Après son abandon par les Bénédictins à cause du désamortissement espagnol, en 1890  fut occupé par les Mercédaires qui y sont  encore. En 1917,  entra au couvent Gumersindo Placer. 

## Situation actuelle
Dans le couvent, la vie monastique se poursuit. Le monastère est en bon état de conservation. Début 2018, huit frères y habitaient 
Les salles du cloître, l'ancienne cuisine, la salle capitulaire et le réfectoire sont dédiés au musée. Il accueille diverses activités telles que le conclave des évêques galiciens en 2013 , ou des congrès . Le monastère dispose également d'un service hôtelier

## Architecture

### Façade du monastère
La façade du monastère est une œuvre baroque de conception simple dans laquelle il y a une niche où se trouve l'image de Saint-Benoìt. 

### Église
Le travail a été confié à Pedro de Monteagudo (qui avait déjà conçu l'église Saint-Barthélemy de Pontevedra) en 1691 suivant un plan de Gabriel de Casas. En 1700, les travaux étaient inachevés et ils ont dû être achevés par un autre maître. Les tours, selon certains auteurs, comme Bonet, sont liées au baroque de Saint-Jacques-de-Compostelle, en particulier à l'œuvre de Fernando de Casas Novoa . 
La façade de l'église est encadrée par deux tours élancées et a une porte avec deux paires de colonnes doriques dans la partie inférieure et deux autres paires de colonnes corinthiennes en haut. Sur la façade il y a une image de saint Jean-Baptiste. 

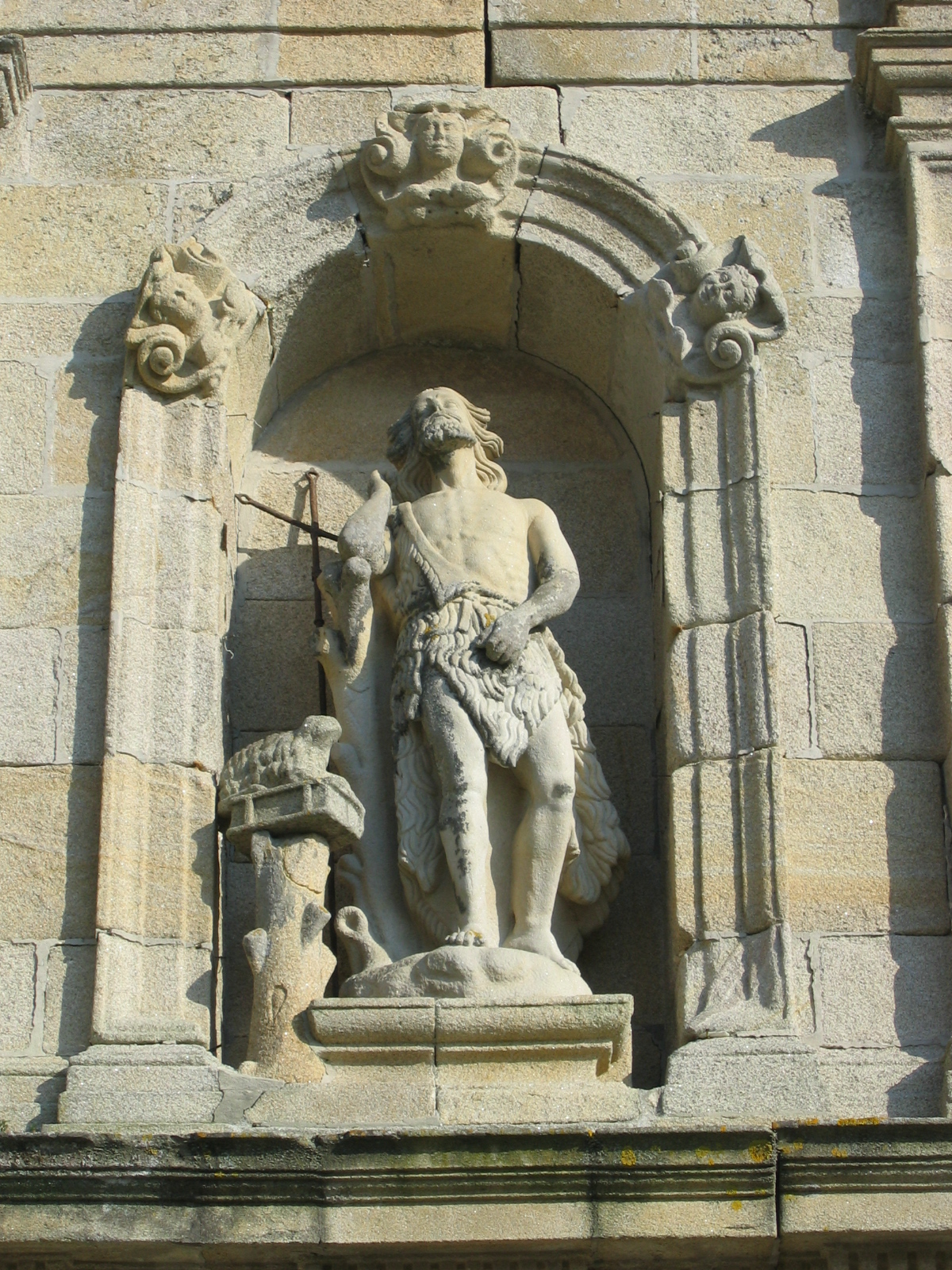
Saint Jean Baptiste
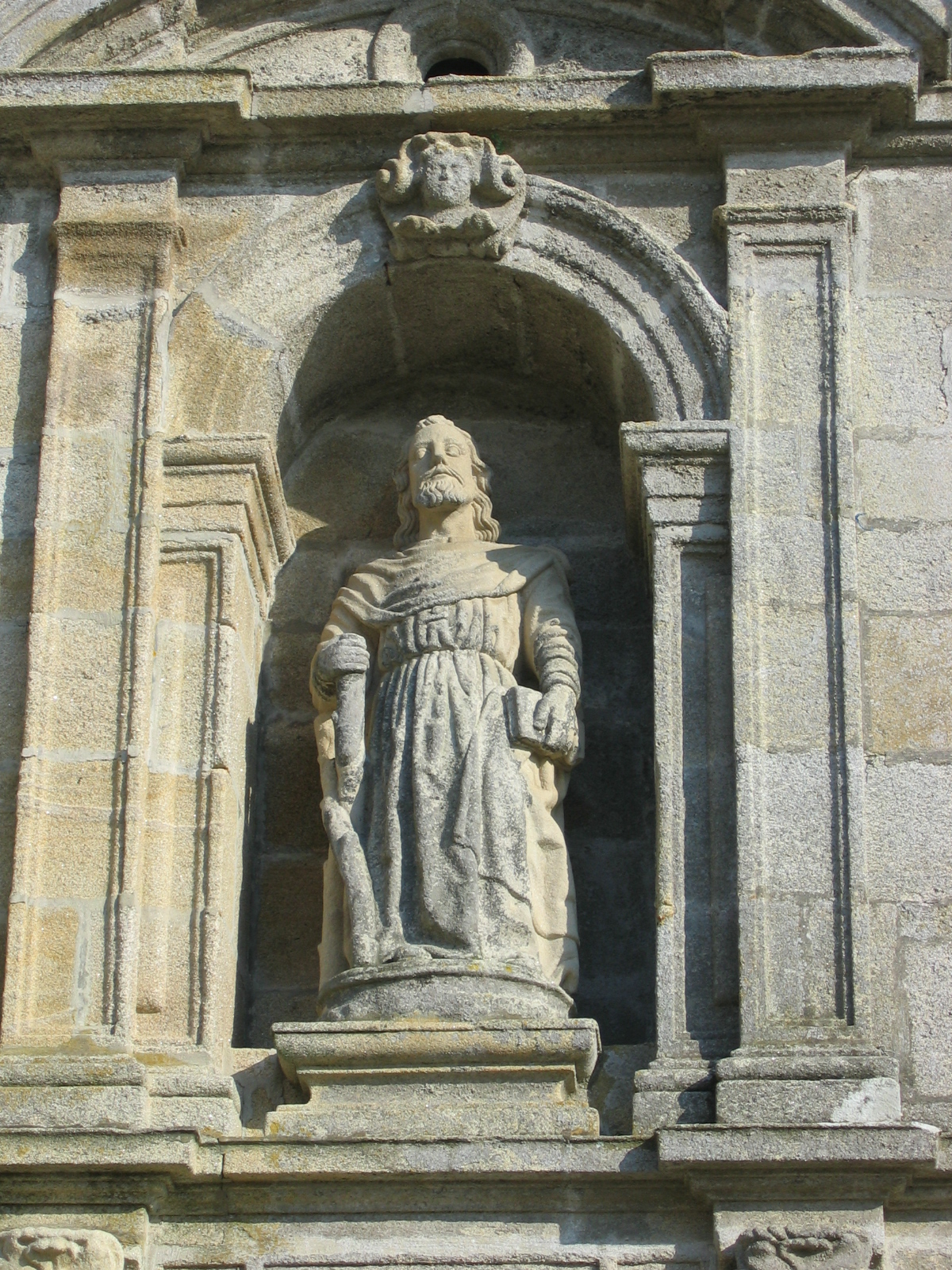
Saint-André
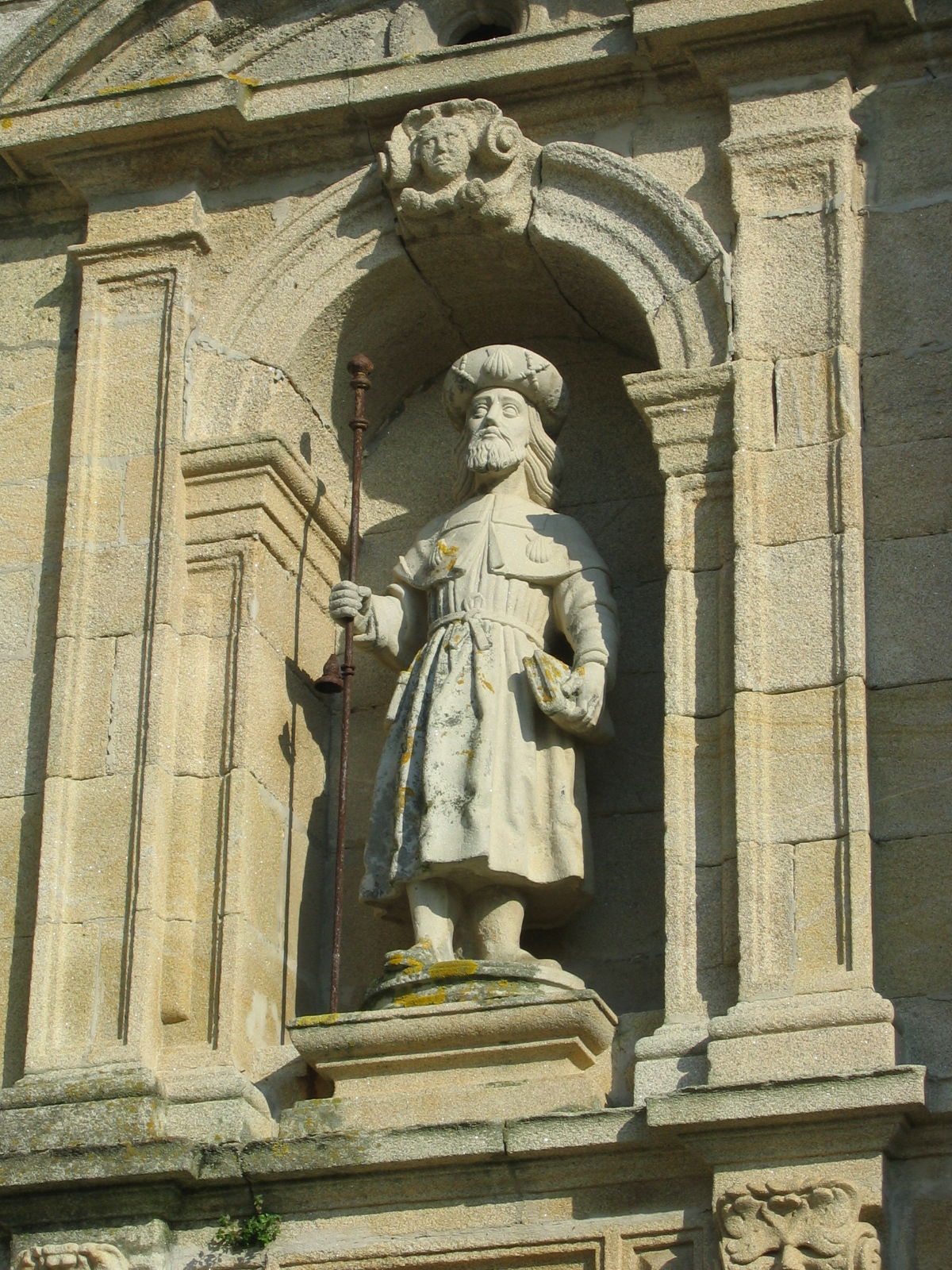
Saint-Jacques

L'intérieur de l'église a été commencé selon un plan classique et a acquis des éléments baroques au cours de son vaste processus de construction, qui s'est terminé au XVIIIe siècle. De cette façon, le travail n'a pas été achevé selon le plan d'origine, bien qu'il ait été largement respecté, et en 1708, on travaillait sur la voûte du transept et en 1731 sur la construction de la sacristie. Même en 1743 père Sarmiento fait remarquer que l'église était toujours ouverte. 
L'église a une seule nef large recouverte de voûtes en berceau et de voûtes d'arêtes. Trois petites chapelles s'ouvrent sur cette nef avec des arcs en plein cintre et une série de balcons au-dessus. 
La chapelle principale est ornée du retable principal, œuvre réalisée vers 1735, et structurée en colonnes. Elle montre des images de saints mercédaires du couvent de Madrid, ainsi que des images de la Vierge de la Miséricorde, sainte patronne de l'ordre, et de Saint-Jean-Baptiste, saint patron du couvent. L'ancien retable principal confié à Bernardo Cabrera en 1631 a été utilisé en partie pour le retable de la chapelle du Christ (ancienne sacristie) qui abrite la tombe suevo-wisigothique de Sainte Trahamunda. 

### Bibliothèque
La bibliothèque compte plus de 150 000 ouvrages,. 

### Cloîtres
Le cloître des oranges est au plan rectangulaire et divisé en trois hauteurs toutes d'Ordre toscan. Il a été construit entre 1747 et 1749 en même temps que l'escalier d'honneur. 
Le cloître principal ou cloître des processions est plus petit et a été construit sous la direction de Mateo López au XVIe siècle sur les traces de Juan Ruíz de Pamames. Au plan carré, il se compose de deux hauteurs réparties en arcs en plein cintre. Les nefs sont couvertes d'une croisée d'ogives en forme d'étoile. 

### Espaces attachés
Le monastère possède, derrière l'édifice monastique, une grenier galicien de bonnes dimensions. 

## Galerie d'images

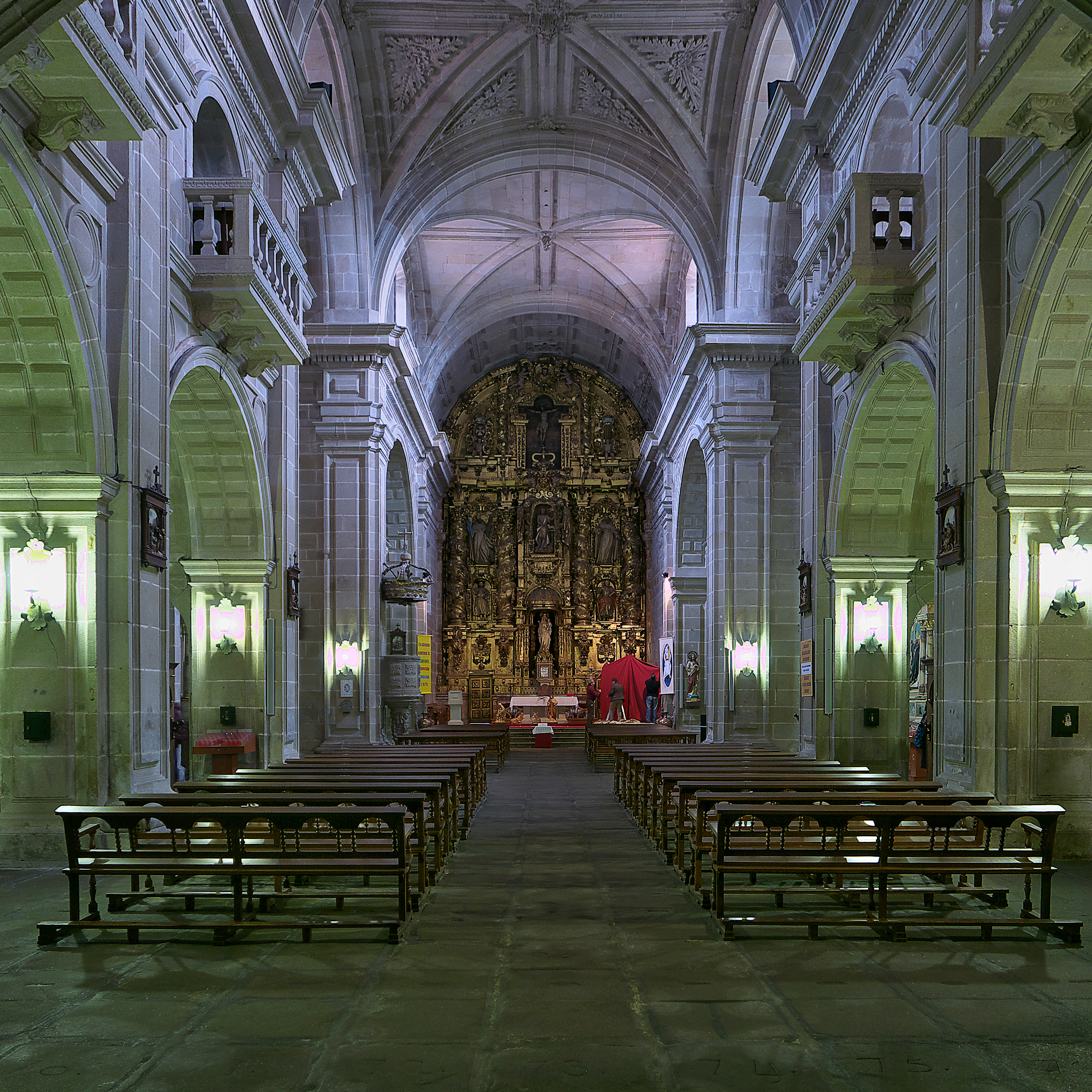
Église
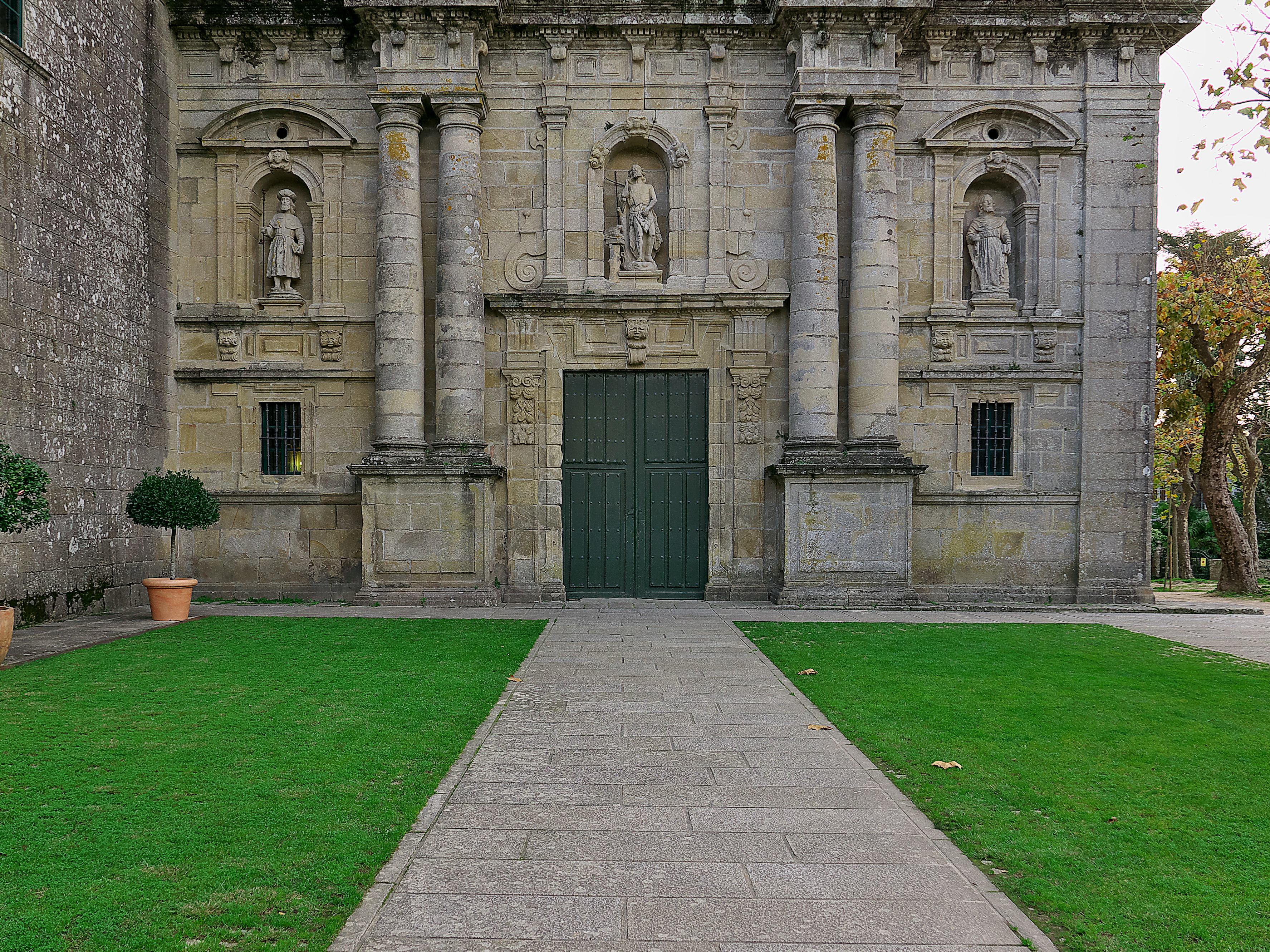
Façade de l'église
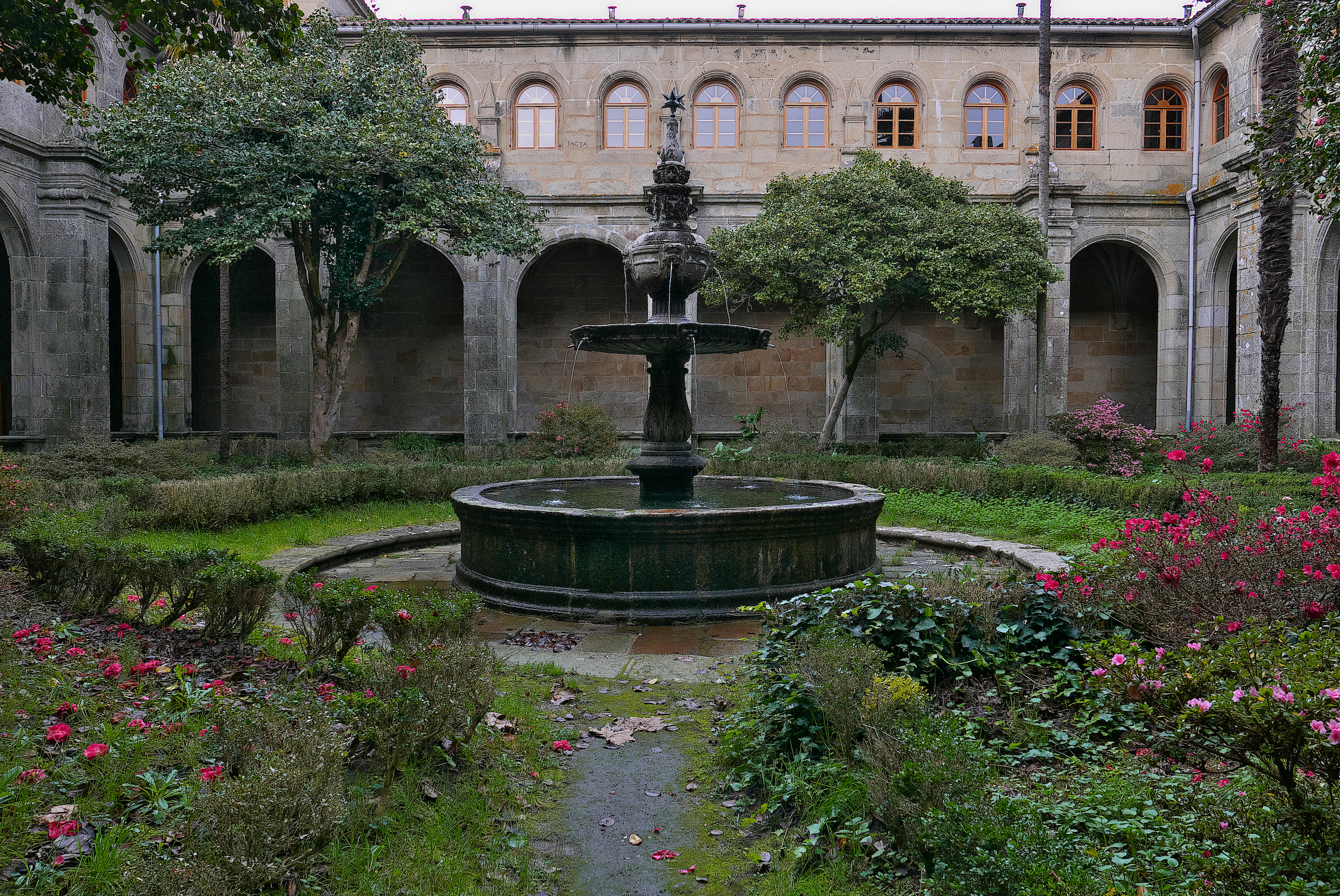
Cloître
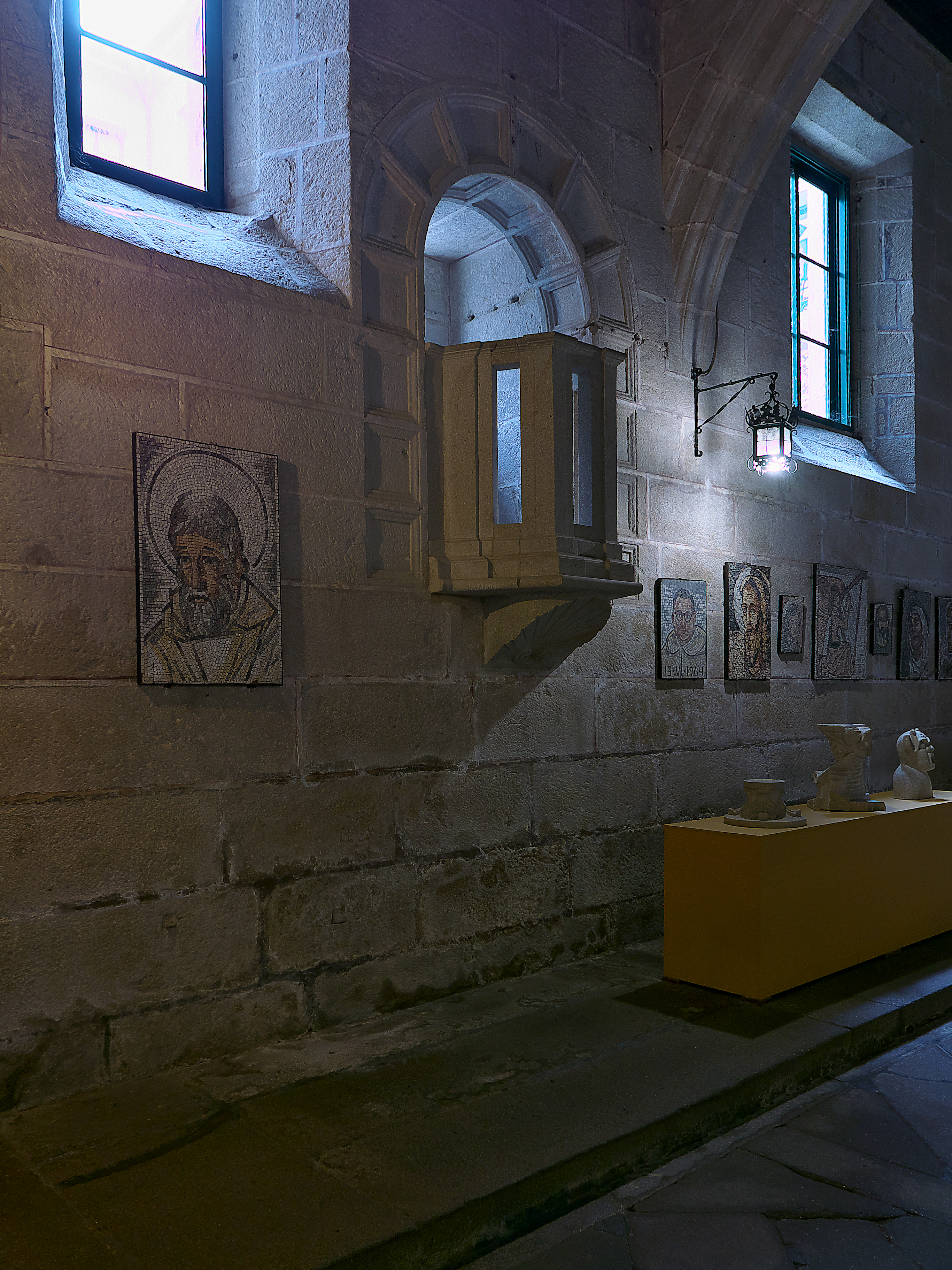
Réfectoire
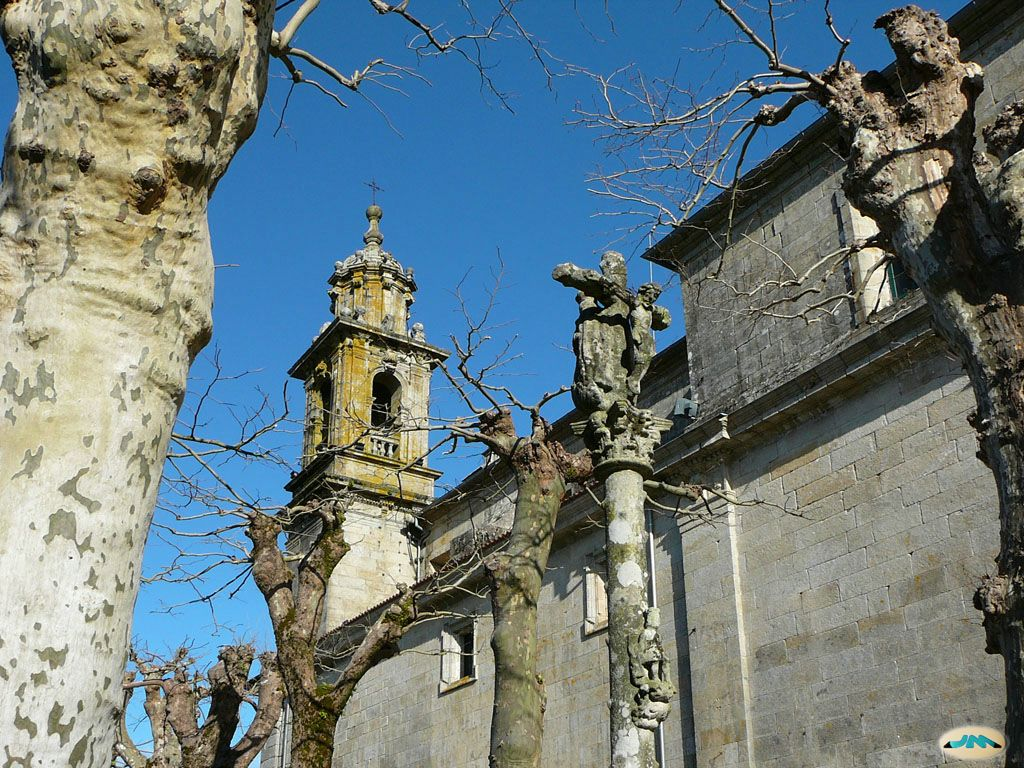
Croisée du transept
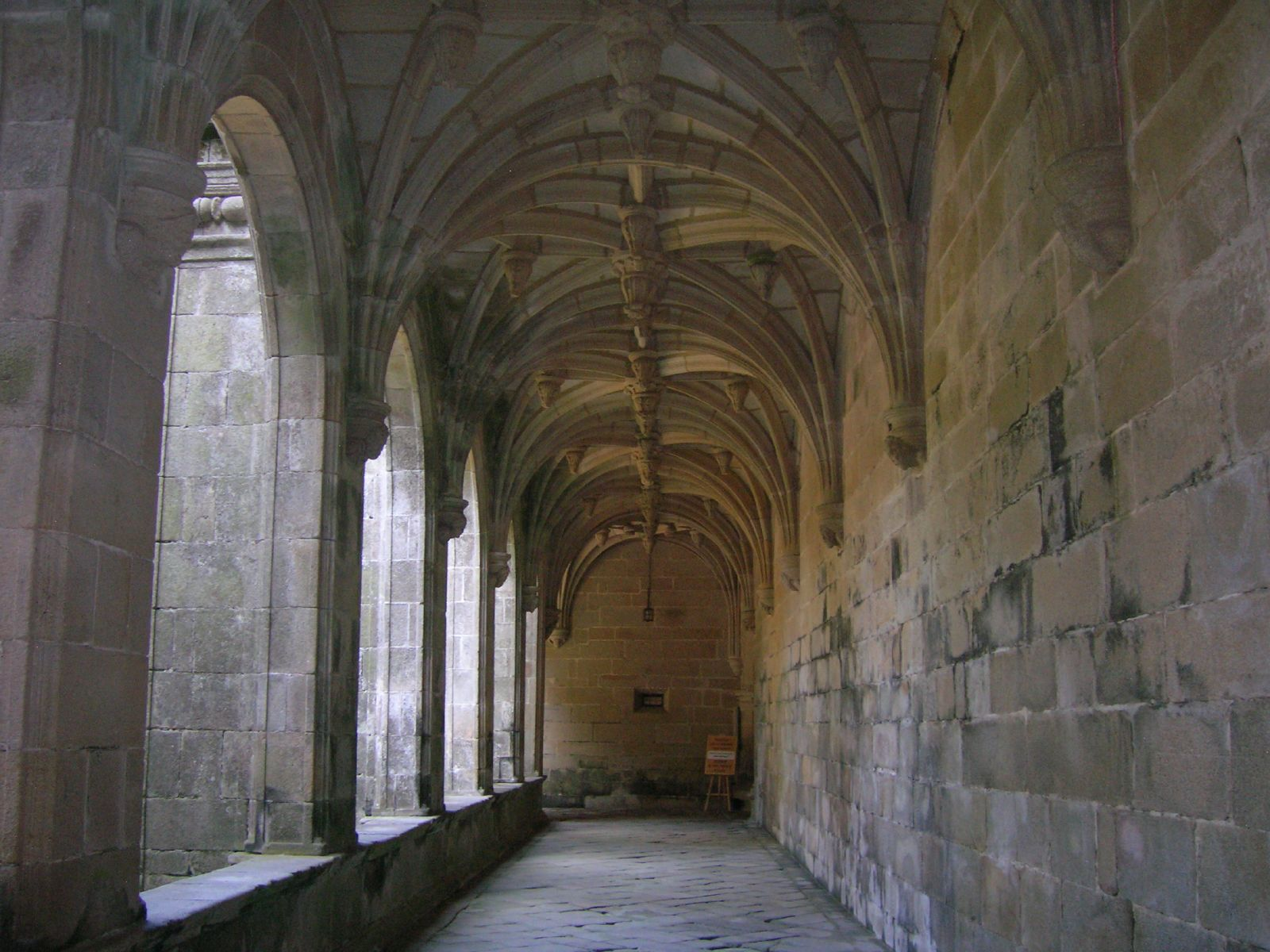
Cloître
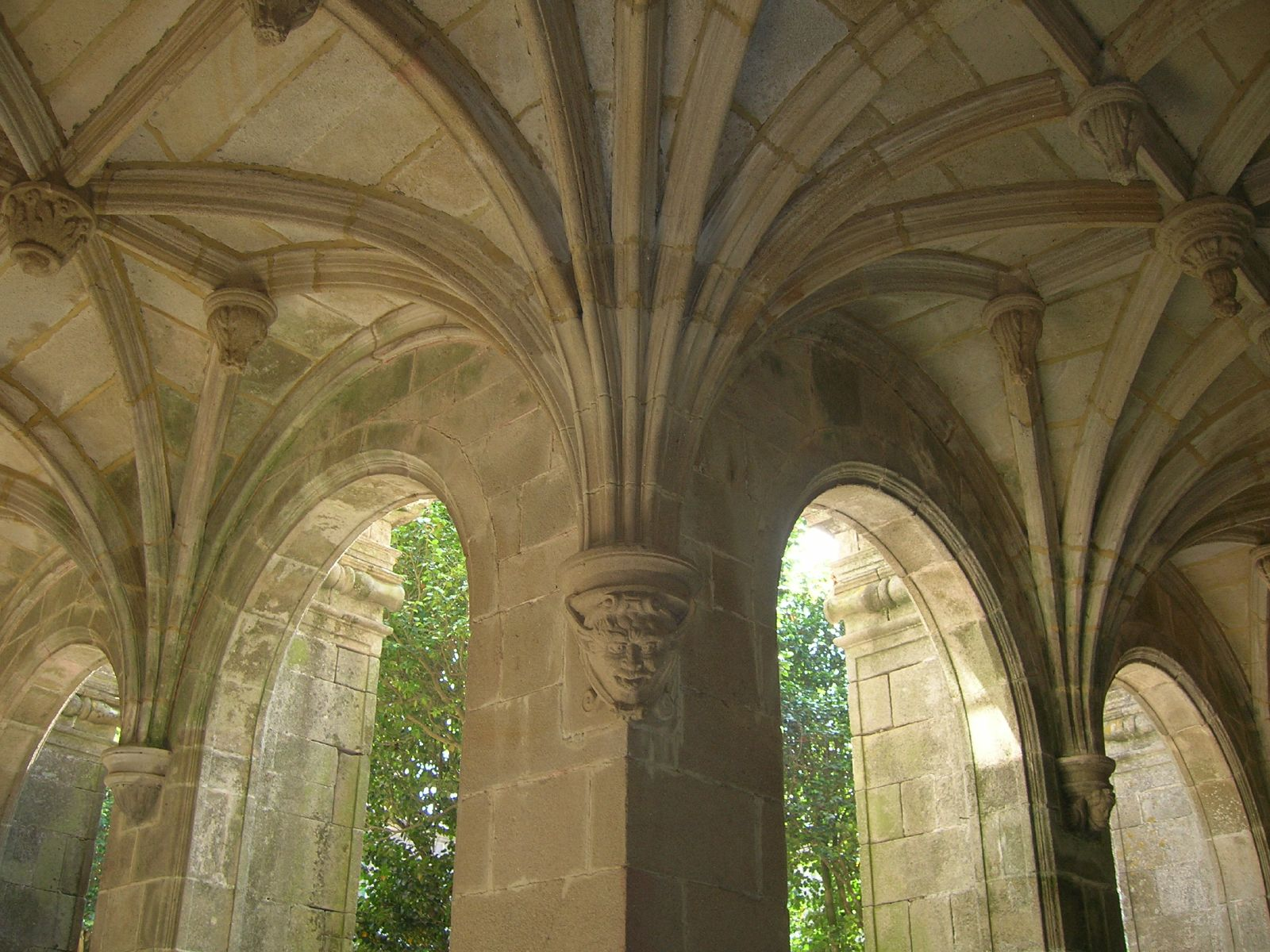
Cloître des processions, détail des croisées d'ogive
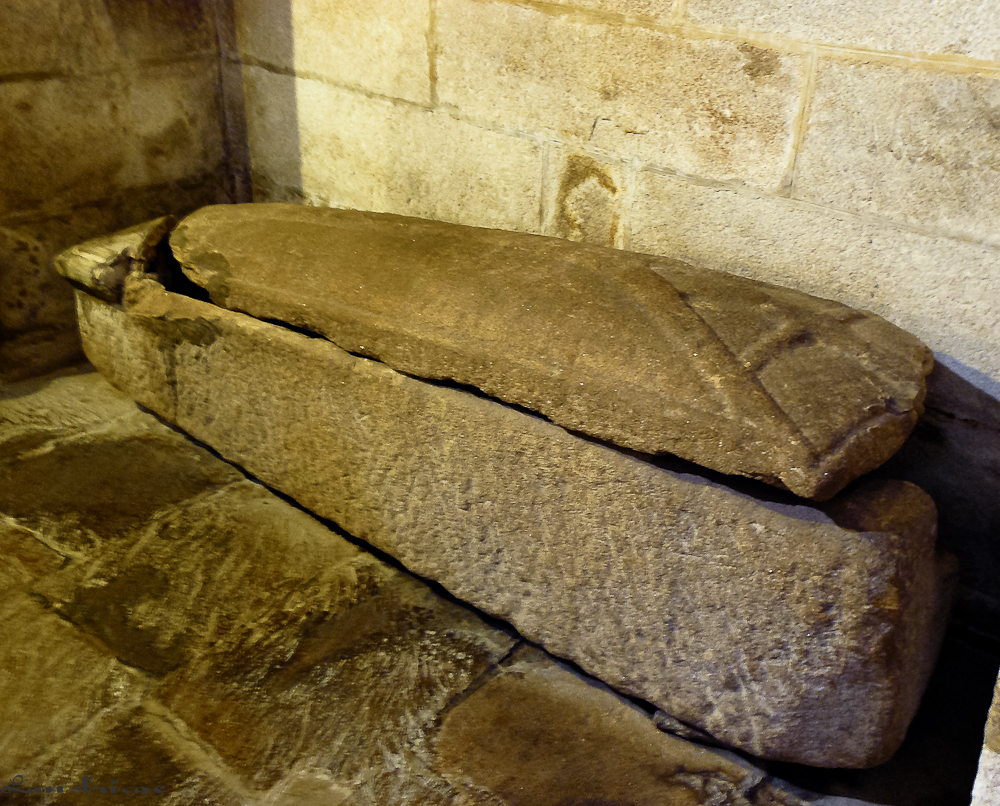
Tombe de Trahamunda.
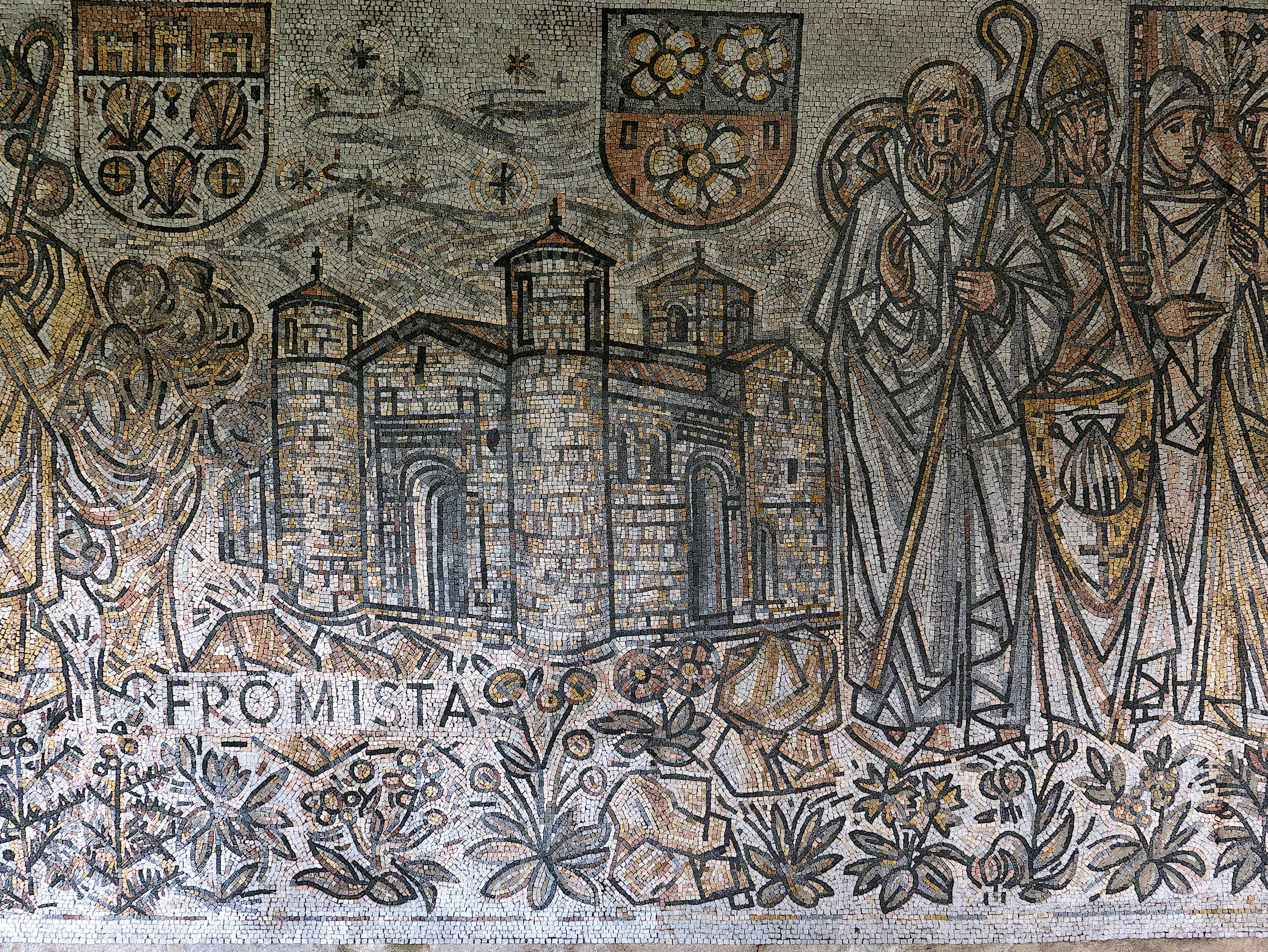
Mosaïques
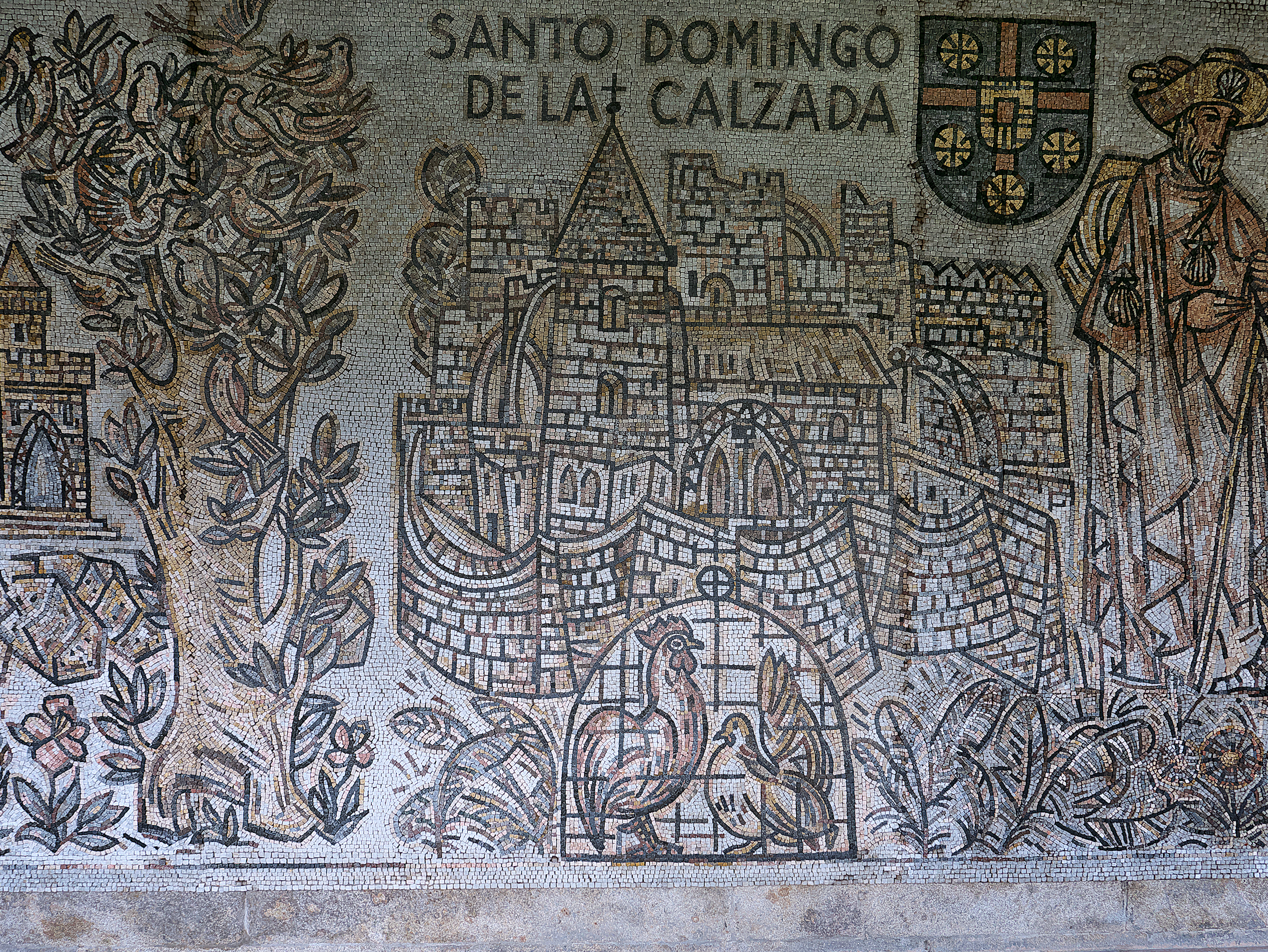
Mosaïques
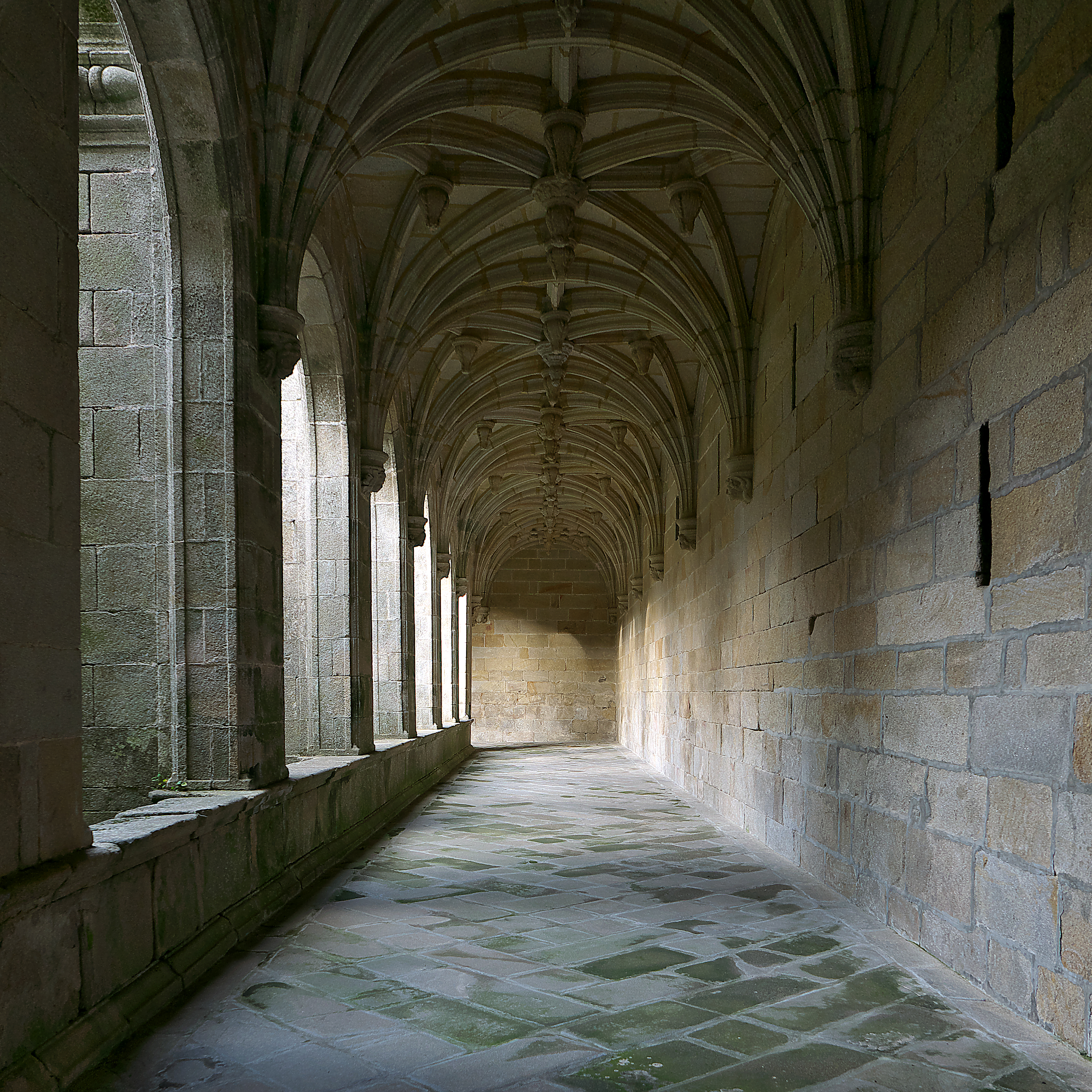
Cloître
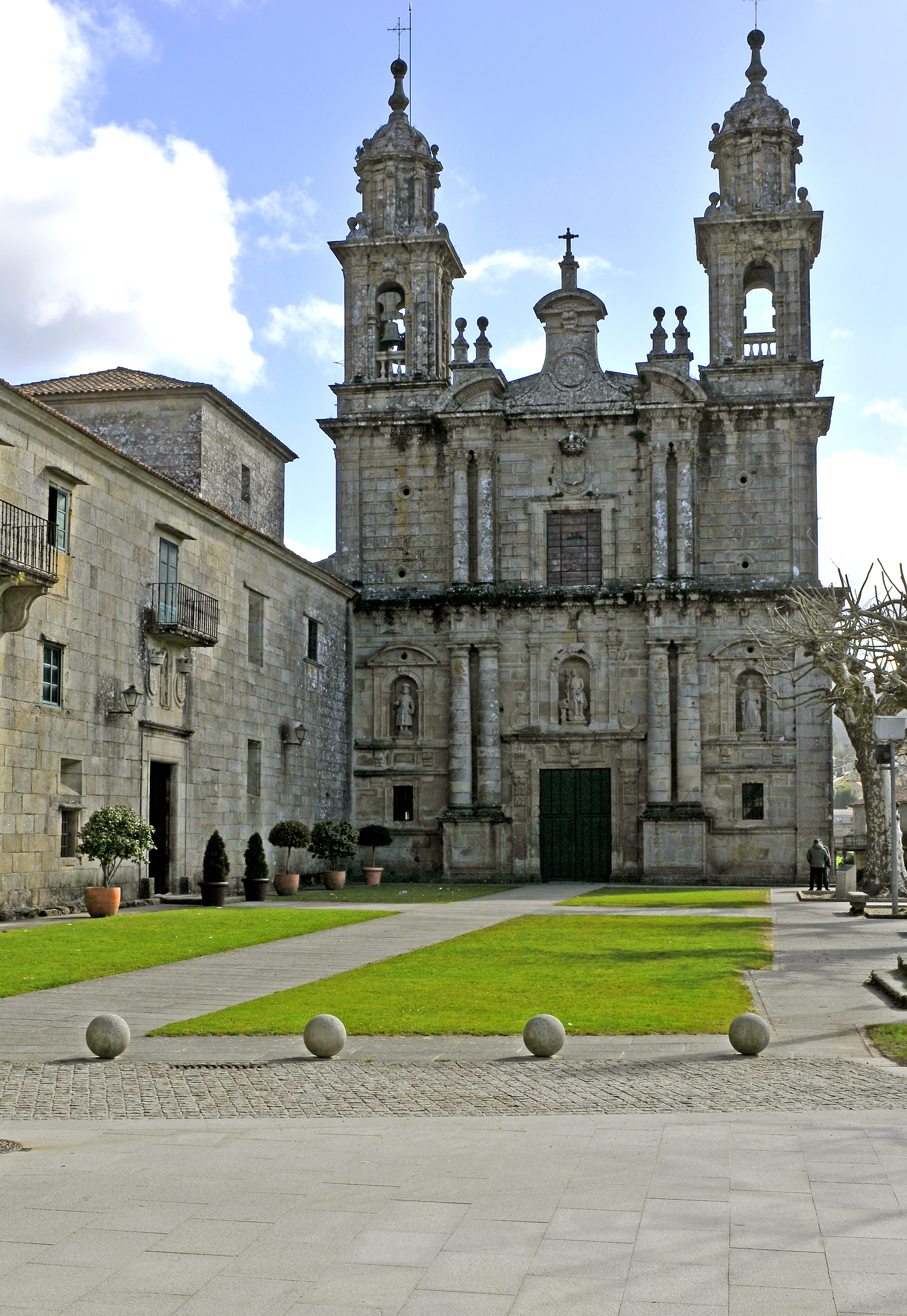
Façade
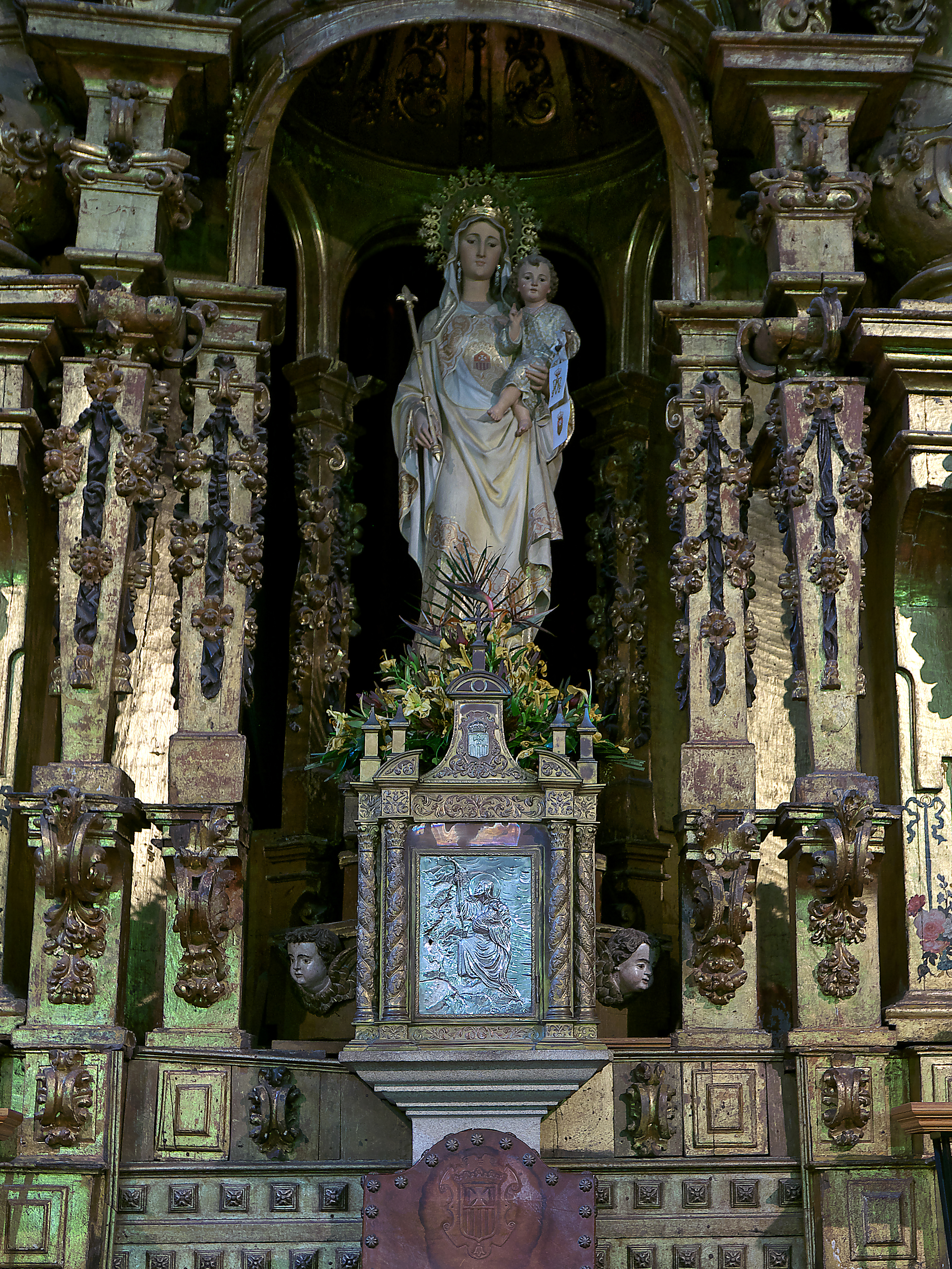
Vierge de la Merced
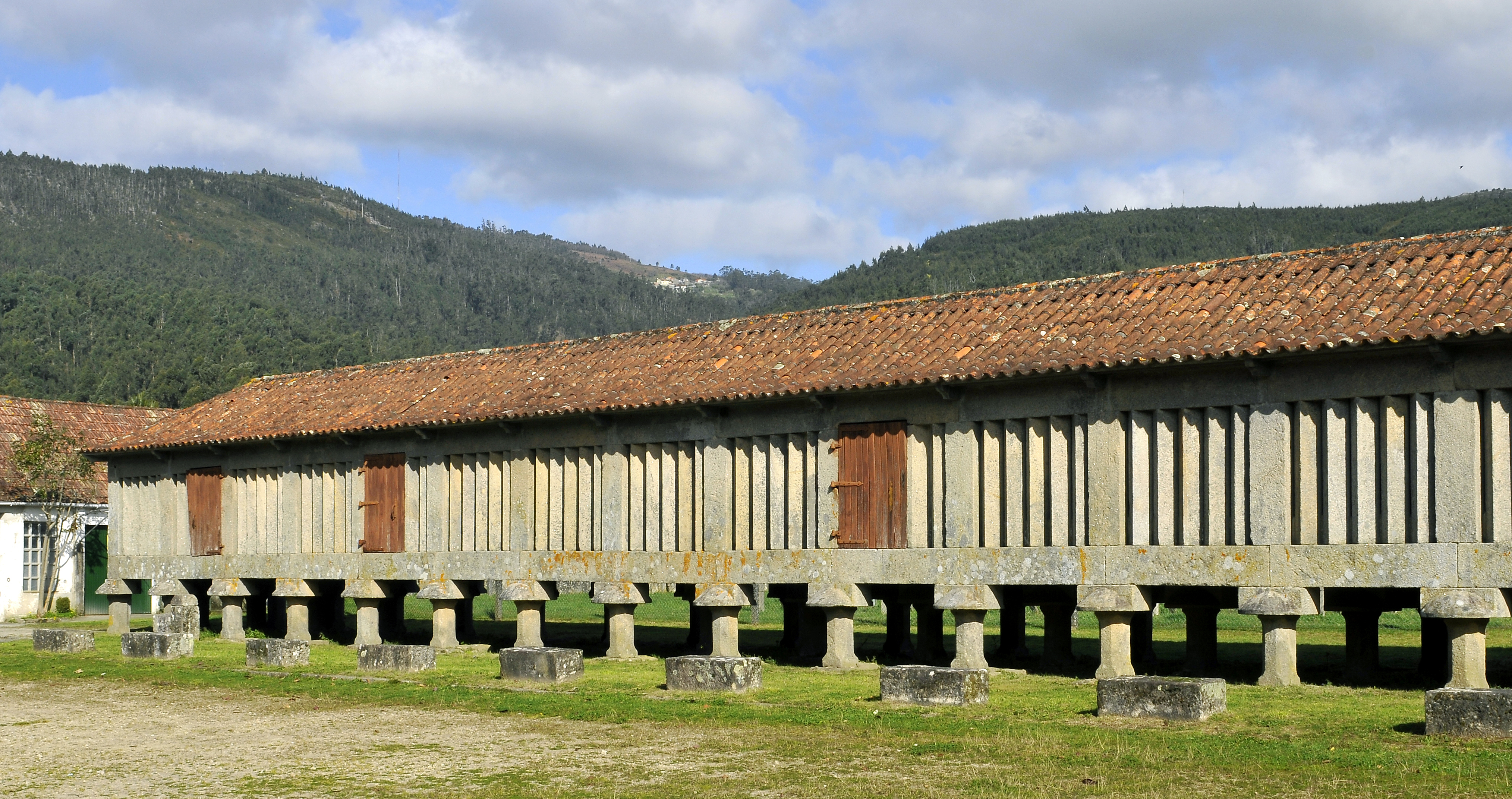
Grenier sur pilotis

## Voir également